# Belma Šmrković
Belma Šmrković (serbisch-kyrillisch Белма Шмрковић, * 14. August 1990 in Sjenica, Jugoslawien) ist eine ehemalige serbische Skilangläuferin. 
Šmrković nahm von 2003 bis 2014 an Wettbewerben der Fédération Internationale de Ski teil. Ab 2008 trat sie vorwiegend beim Balkan Cup an, den sie 2011 und 2013 auf dem sechsten Platz in der Gesamtwertung beendete. Bei den nordischen Skiweltmeisterschaften 2009 in Liberec belegte sie den 90. Platz im Sprint. Bei den Olympischen Winterspielen 2010 in Vancouver kam sie auf den 77. Rang über 10 km Freistil. Bei der Winter-Universiade 2011 in Erzurum lief sie auf den 48. Platz im Sprint. Den 97. Rang über 10 km Freistil erreichte sie bei den nordischen Skiweltmeisterschaften 2013 im Val di Fiemme.